# Piscine de dessin
Piscine de dessin (en persan : حوض نقاشی, The Painting Pool) est un film dramatique iranien  écrit et réalisé par Maziar Miri, sorti en 2013.

## Synopsis
Maryam et Reza sont différentes avec d'autres personnes...

## Fiche technique
- Titre : Piscine de dessin
- Titre original : Howze Naghashi ou Hoze Naghashi
- Réalisation et scénario : Maziar Miri
- Pays d'origine :  Iran
- Format : Couleur - Son : Mono
- Genre : Drame
- Durée : 103 minutes
- Dates de sortie :
- Vidéo : Mohammad Aladpoush
  -  Iran : 2013

## Distribution
- Shahab Hosseini
- Negar Javaherian
- Fereshteh Sadre Orafaiy
- Elham Korda
- Siamak Ahsaei
- Sepehrad Farzami